# Joy'All
Joy'All è il quarto album in studio da solista della cantautrice statunitense Jenny Lewis, pubblicato nel 2023.

## Tracce
1. Psychos – 3:05
2. Joy'All – 3:44
3. Puppy and a Truck – 3:11
4. Apples and Oranges – 3:46
5. Essence of Life – 3:36
6. Giddy Up – 3:01
7. Cherry Baby – 2:26
8. Love Feel – 3:14
9. Balcony – 2:43
10. Chain of Tears – 3:10